# 达姆里 (索姆省)
达姆里（法語：Damery，法語發音：[damʁi]）是法国上法蘭西大區索姆省的一个市镇，属于蒙迪迪耶区。

## 地理
达姆里（49°43'54"N, 2°44'34"E）面积4.83 平方千米，位于法国上法蘭西大區索姆省，该省份为法国北部沿海省份，北起加来海峡省和北部省，西接滨海塞纳省和大西洋英吉利海峡，南至瓦兹省，东临埃纳省。
与达姆里接壤的市镇（或旧市镇、城区）包括：帕尔维莱尔-勒凯努瓦、昂德希、弗雷努瓦莱鲁瓦、瓜扬库尔、维莱莱鲁瓦。
达姆里的时区为UTC+01:00、UTC+02:00（夏令时）。

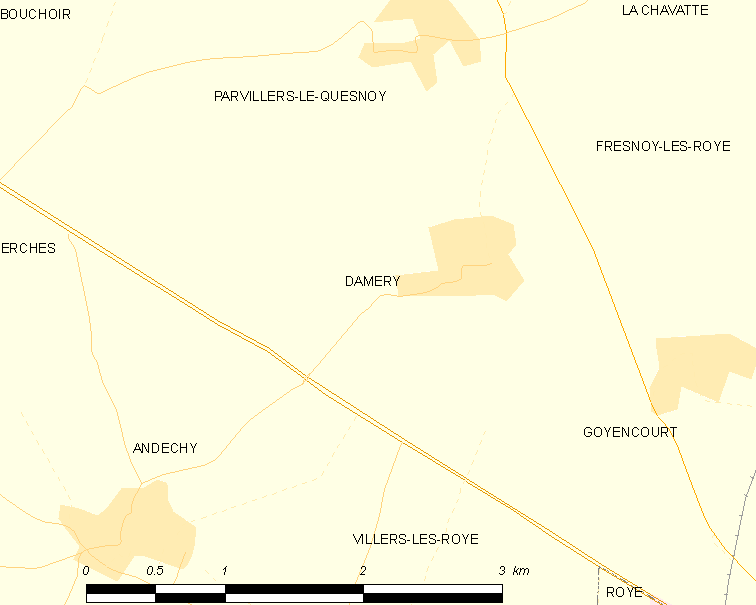
达姆里的OSM定位图

## 行政
达姆里的邮政编码为80700，INSEE市镇编码为80232。

## 政治
达姆里所属的省级选区为鲁瓦县。

## 人口

1962-2008年间达姆里人口变化图示

达姆里于2022年1月1日时的人口数量为222人。